# Sphaeroma conglobator
Sphaeroma conglobator är en kräftdjursart som först beskrevs av Peter Simon Pallas 1766.  Sphaeroma conglobator ingår i släktet Sphaeroma och familjen klotkräftor. Inga underarter finns listade i Catalogue of Life.